# Jacqueline Dubrovich
Jacqueline Dubrovich (Paterson, 18 de julho de 1994) é uma esgrimista estadunidense, campeã olímpica.

## Carreira
Nascida em Paterson, Nova Jersey, Dubrovich foi criada em Riverdale e estudou na Pompton Lakes High School. Ela viajou pelo mundo ainda jovem, competindo em esgrima e fazendo várias equipes nacionais de cadetes e juniores. Seus pais emigraram da Bielo-Rússia para os Estados Unidos no final da década de 1980, e ela vem de ascendência judaica. Ela se formou na Universidade de Columbia em 2016 com diplomas em Psicologia, Direitos Humanos e Literatura e Cultura Russa.
Dubrovich ganhou três medalhas individuais na carreira em Copas do Mundo: um bronze na Copa do Mundo de St. Maur, França, em 2021, um bronze na Copa do Mundo do Cairo, Egito, em 2024, e um bronze na Copa do Mundo de Hong Kong. Ela competiu no Campeonato Mundial de Esgrima de 2022, realizado no Cairo, Egito, onde ganhou uma medalha de prata por equipe. Nos Jogos Olímpicos de Verão de 2024, conseguiu o ouro no florete por equipe com Lee Kiefer, Lauren Scruggs e Maia Weintraub.